# Kim Tae-gyun
Kim Tae-gyun, född den 19 augusti 1971, är en sydkoreansk före detta basebollspelare som tog brons för Sydkorea vid olympiska sommarspelen 2000 i Sydney.